# Once Upon a Time in High School
Pour plus de détails, voir Fiche technique et Distribution.
Once Upon a Time in High School: The Spirit of Jeet Kune Do (en coréen : 말죽거리 잔혹사, Maljukgeori janhoksa) est un film dramatique sud-coréen réalisé par Yoo Ha, sorti en 2004.

## Synopsis
En 1978, Kim Hyun Soo, vient de déménager à Gangnam, à Séoul et est transféré dans une nouvelle école où règne l'autorité sévère des professeurs et dont ceux-ci utilisent la violence pour des raisons de discipline. Il a assez de mal à s'adapter le premier jour. Il fait la rencontre de Woo-sik, le leader de la classe. Il est d'ailleurs fan de Bruce Lee comme lui. Il devient rapidement ami avec lui et fera la connaissance de Eun-ju. Il tombe amoureux d'elle mais il apprend qu'elle n'est attirée que par Woo-sik. Quand celui-ci est soudain forcé de quitter l'école, il disparaît avec Eun-ju. Kim Hyun Soo se décide alors de se former en Jeet kune do grâce à son inspiration pour son plus grand héros, Bruce Lee.

## Fiche technique
- Titre original : 말죽거리 잔혹사, Maljukgeori janhoksa
- Titre international : Once Upon a Time in High School
- Réalisation : Yoo Ha
- Scénario : Yoo Ha
- Photographie : Choi Hyeon-gi
- Montage : Park Gok-ji
- Musique : Kim Joon-seok
- Production : Cha Seung-jae, No Jong-yoon
- Sociétés de production : Sidus Pictures
- Sociétés de distribution : CJ Entertainment
- Pays d'origine :  Corée du Sud
- Langue originale : Coréen
- Format : Couleur - 2.35 : 1 - 35 mm - Dolby Digital
- Genre : Drame
- Durée : 129 minutes
- Dates de sortie : 
  -  Corée du Sud : 16 janvier 2004
  -  France : 15 mai 2012 (Marché du film de Cannes)
  -  Japon : 16 juillet 2005 (Tokyo)

## Distribution
- Kwon Sang-woo : Kim Hyun Soo
- Lee Jung-jin : Woo-shik
- Han Ga-in : Eun-ju
- Park Hyo-jun : Hamburger
- Lee Jong-hyeok : Jong-hoon
- Kim Won-kwon : Jiksae
- Seo Dong-won : Seong-hun
- Kim Byeong-chun
- Kim Bu-seon
- Kim Yeong-im
- Yang Han-seok